# شيراتون عمان
شيراتون عمّان ـ النبيل أحد فنادق سلسلة شيراتون العالمية في قلب العاصمة الأردنية عمّان، افتتح عام 2001 في منطقة تحيط بها السفارات ومراكز الأعمال. يصنّف الفندق من فئة الخمس نجوم، يقدّم تشكيلة واسعة من خيارات الإقامة، كذلك مرافق للأعمال التجارية والحفلات والمؤتمرات ومرافق للاسترخاء والصحة.

## الموقع
يقع الفندق في منطقة الدوار الخامس على رأس تلة مُطلّة على عمّان القديمة، يبعد تقريبًا مسافة 30 دقيقة عن مطار الملكة علياء الدولي وعلى بعد 10 دقائق من وسط البلد.

## الخدمات
- غرف فردية ومزدوجة وأجنحة
- صالات وقاعات ومطاعم وتراس خارجي
- أحواض سباحة داخلية وخارجية
- مرافق لياقة بدنية ومنتج صحي

## وصلات خارجية
- الموقع الإلكتروني للفندق